# Equação de Köhler

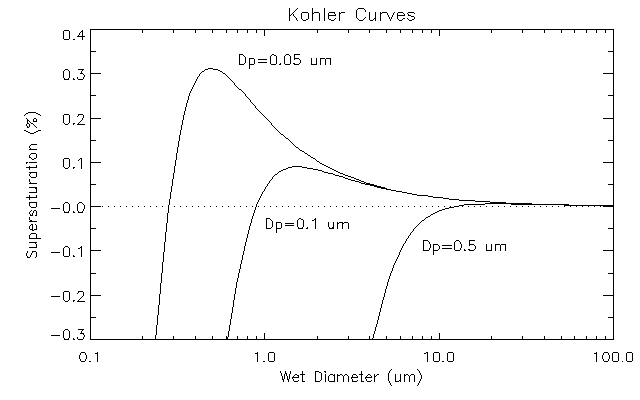
Curvas de Köhler mostrando como o diâmetro crítico e a supersaturação dependem da quantidade de soluto. Supõe-se aqui que o soluto é uma esfera perfeita de cloreto de sódio.

A equação de Köhler aborda o processo no qual o vapor de água condensa e forma gotas de nuvem líquidas, e é baseado na termodinâmica do equilíbrio. Ele combina a equação de Kelvin, que descreve a mudança na pressão de vapor saturante devido à curvatura de uma superfície, e a lei de Raoult, que relaciona a pressão de vapor de saturação com a fração molar do solvente. É um processo importante no campo da nefologia. Foi inicialmente publicada em 1936 por Hilding Köhler, professor de meteorologia na Universidade de Uppsala. A equação se trata do seguinte:
{\displaystyle \ln \left({\frac {p_{w}}{p^{0}}}\right)={\frac {4M_{w}\sigma _{w}}{RT\rho _{w}D_{p}}}-{\frac {6n_{s}M_{w}}{\pi \rho _{w}D_{p}^{3}}},}
em que {\displaystyle p_{w}} é a pressão de vapor da água na superfície da gota, {\displaystyle p^{0}} é a pressão de vapor saturante correspondente sobre uma superfície plana, {\displaystyle \sigma _{w}} é a tensão superficial da água, {\displaystyle \rho _{w}} é a densidade da água pura, {\displaystyle n_{s}} é o número de mols de soluto, {\displaystyle M_{w}} é a massa molecular da água e {\displaystyle D_{p}} é o diâmetro da gota.

## Curva de Köhler
A curva de Köhler é a representação visual da equação de Köhler. Ele mostra a supersaturação na qual a gota de nuvem está em equilíbrio com o ambiente numa faixa de diâmetros dessas gotas. A forma exata da curva depende da quantidade e da composição dos solutos presentes na atmosfera. As curvas de Köhler onde o soluto é cloreto de sódio são diferentes de quando o soluto é nitrato de sódio ou sulfato de amônio, por exemplo.
A figura acima mostra três curvas Köhler referentes ao cloreto de sódio. Considere (para gotas contendo soluto com diâmetro igual a 0,05 micrômetros) um ponto no gráfico onde o diâmetro úmido é 0,1 micrômetros e a supersaturação é 0,35%. Como a umidade relativa está acima de 100%, a gota crescerá até que esteja em equilíbrio termodinâmico. Nesse caso, a gota cresce sem que chegue a alcançar o equilíbrio e, portanto, seu crescimento é ilimitado. Contudo, se a supersaturação for de apenas 0,3%, a gota crescerá apenas até cerca de 0,5 micrômetros. A supersaturação na qual a gota crescerá sem limite é chamada de supersaturação crítica e o diâmetro no qual a curva atinge o pico é chamado de diâmetro crítico.